# Jan Zabłocki (prawnik)
Jan Zabłocki z domu Słonina (ur. 20 października 1944 w Żarnówce) – polski prawnik, profesor nauk prawnych specjalizujący się w prawie rzymskim, kanonicznym i cywilnym.

## Życiorys
Stopień doktora nauk prawnych w zakresie prawa uzyskał na Wydziale Prawa Kanonicznego Akademii Teologii Katolickiej w Warszawie w 1980. Tematem jego rozprawy doktorskiej było Użyczenie w klasycznym prawie rzymskim, a promotorem profesor Henryk Kupiszewski. W 1990 uzyskał stopień doktora habilitowanego na podstawie dorobku naukowego oraz monografii Kompetencje patres familias i zgromadzeń ludowych w sprawach rodziny w świetle Noctes Atticae Aulusa Gelliusa. Tytuł profesora nauk prawnych uzyskał w 1999 na podstawie dorobku naukowego, w tym monografii pt. Rozważania o procesie rzymskim w Noctes Atticae Aulusa Gelliusa.
Został nauczycielem akademickim na Wydziale Prawa i Administracji Uniwersytetu Kardynała Stefana Wyszyńskiego. Objął stanowisko kierownika Katedry Prawa Rzymskiego. W latach 2000–2002 pełnił funkcję prodziekana. 
W 2001 założył czasopismo Zeszyty Prawnicze, którego był redaktorem naczelnym przez 20 lat. Doprowadził też do powołania serii wydawniczej Arcana Iurisprudentiae i jest przewodniczącym jej Rady Naukowej.
Został wiceprzewodniczącym Komitetu Nauk o Kulturze Antycznej PAN, członkiem Sekcji Praw Antycznych. Należy do rad naukowych i programowych wielu czasopism: „Prawa Kanonicznego”, „Ius matrimoniale”, „Miscellanea Historico-Iuridica”, „Kwartalnika Prawa Publicznego”, „Ius antiquum”. Należy do Consociatio Internationalis Studio Iuris Canonici Promovendo.

## Wybrane publikacje
- Użyczenie w klasycznym prawie rzymskim (1980)
- Kompetencje ‘patres familias’ i zgromadzeń ludowych w sprawach rodziny w świetle ‘Noctes Atticae’ Aulusa Gelliusa (1990)
- Rozważania o procesie rzymskim w ‘Noctes Atticae’ Aulusa Gelliusa (1999, ISBN 83-7206-018-5)
- Publiczne prawo rzymskie (wraz z Anną Tarwacką, 2011, ISBN 978-83-7206-175-1)

## Wypromowani doktorzy
Pod jego kierunkiem stopień naukowy doktora uzyskali m.in. Sławomir Godek i Anna Tarwacka.

## Życie prywatne
Jego żoną jest prof. Maria Zabłocka.